# المشعوذ (مسلسل)
المشعوذ (بالبولندية: Wiedźmin) هو مسلسل تلفزيوني خيالي ويتكون من 13 حلقة. قصة المسلسل مقتبسة من قصص المشعوذ (الأمنية الأخيرة و‌سيف القدر) للمؤلف أندريه سابكوسكي.

## قائمة الحلقات
| رقم | العنوان                                            | مصدر الحلقة                                  |
| --- | -------------------------------------------------- | -------------------------------------------- |
| 1   | طفولة Dzieciństwo                                  | —                                            |
| 2   | تدريب Nauka                                        | —                                            |
| 3   | إنسان – اللقاء الأول Człowiek – pierwsze spotkanie | تتضمن عناصر ثانوية من "شر أقل" و"سيف القدر". |
| 4   | التنين Smok                                        | "حدود العقل"                                 |
| 5   | كِسرة ثلج Okruch lodu                               | "كِسرة ثلج"                                   |
| 6   | كالانثا Calanthe                                   | "مسألة سعر"                                  |
| 7   | وادي الزهور Dolina Kwiatów                         | "شعلة أزلية" و"حافة العالم"                  |
| 8   | مفترق طرق Rozdroże                                 | "المشعوذ" و"صوت العقل" و"شيء أكثر"           |
| 9   | معبد ميليتيل Świątynia Melitele                    | "صوت العقل"                                  |
| 10  | شر أقل Mniejsze zło                                | "شر أقل"                                     |
| 11  | جاسكير (داندلايون) Jaskier (Dandelion)             | عناصر من "شر أقل" و"كِسرة ثلج" و"سيف القدر"   |
| 12  | فالويك Falwick                                     | —                                            |
| 13  | سيري Ciri                                          | تتضمن عناصر من "شيء أكثر"                    |

## وصلات خارجية
- المشعوذ على موقع IMDb (الإنجليزية)
- المشعوذ على موقع فيلمافينيتي (الإسبانية)
- المشعوذ على موقع كينوبويسك (الروسية)
- المشعوذ على موقع قاعدة بيانات الفيلم (الإنجليزية)